# Christopher Marlowe
Christopher "Kit" Marlowe (1564. február 26-án keresztelték meg – 1593. május 30.) angol drámaíró, költő és műfordító I. Erzsébet korából. William Shakespeare előtt ő volt a legkimagaslóbb drámaíró, hatalmas karriert futott be drámaíróként és költőként is.

## Élete

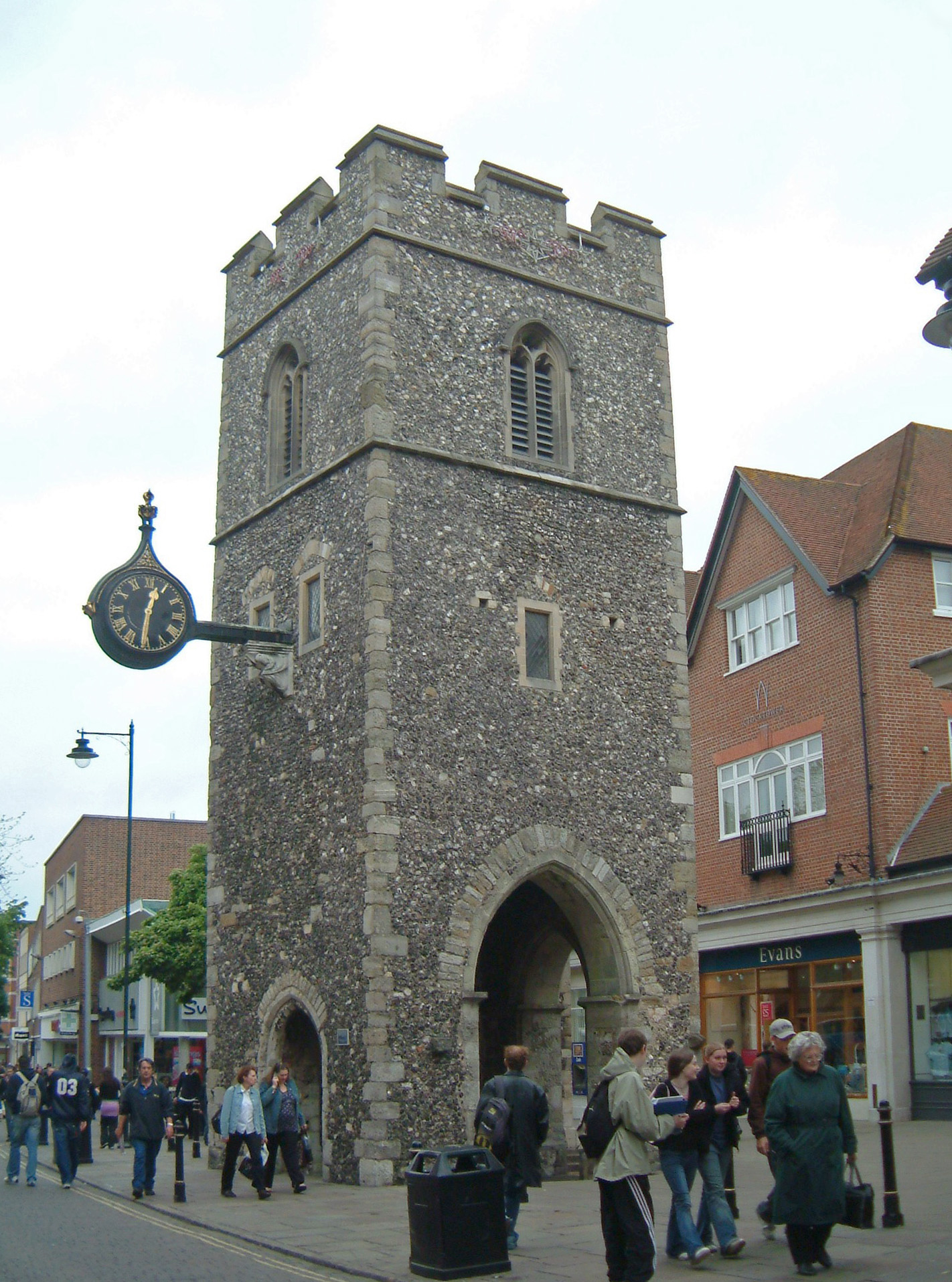
Marlowe-t a canterburyi Szent György-templomban keresztelték meg.

Christopher Marlowe Canterburyben nőtt fel. A Cambridge-i Egyetem-re szerzett ösztöndíjat, majd ott szerzett főiskolai bölcsész diplomát 1584-ben. 1587-ben ugyan a királyi tanács közbenjárásával egyetemi diplomát szerzett, de az egyetem egy ideig habozott, ugyanis egy pletyka szerint Marlowe átkeresztelkedett a római katolikus hitre. Az ügy találgatásokra adott okot, eszerint Marlowe valamiféle ügynöki megbízatásban állt volna.

### Letartóztatása és halála
1593 májusában olyan feliratokat plakátoltak ki London utcáin, hogy Angliában zaklatják a Franciaországból és Németalföldről bevándorolt protestáns menekülteket. Az egyik ilyen felirat Marlowe idézeteket tartalmazott. Május 11-én a tanács elrendelte a plakátolásban részt vett emberek letartóztatását. A következő nap letartóztatták Thomas Kydet, Marlowe kollégáját. Amikor Kyd otthonát átkutatták, találtak egy részletet egy eretnek írásból. Kyd kínzásokkal teli vallatások során azt vallotta, hogy azok Marlowe papírjai voltak. Marlowe ekkor nem volt Londonban, május 20-án mégis illendően, önszántából megjelent a tanács előtt. Május 30-án Marlowe-t megölték. Számtalan elmélet született Marlowe meggyilkolásáról, azonban a valóság csak 1925-ben látott napvilágot, amikor Leslie Hotson akadémikus rábukkant a Marlowe haláláról készült hivatalos jegyzékre. Ebből kiderül, hogy Marlowe egy dulakodás következtében halt meg. Gyilkosa önvédelemre hivatkozott, és egy hónap múlva felmentették.

## Marlowe legendája
Ahogy a kor más művészéről, például Shakespeare-ről, Marlowe életéről is kevés dolgot tudunk bizonyosan. A legtöbb adat jogi iratokból és más hasonló dokumentumból származik, ám ezekből nem túl sok minden derül ki. Marlowe életéről is sok legenda született: esetleg titkos ügynök volt, eretnek, homoszexuális, varázsló, párbajhős és pénzhamisító. Ezek közül egyikre sincs kézzel fogható bizonyíték.

## Művei
A zárójelben található évszámok hozzávetőlegesek.

### Drámái
- Dido, Karthágó királynője (Dido, Queen of Carthage) (1586) (Thomas Nashe-sel közösen)
- A nagy Tamerlán, első rész (Tamburlaine, part I) (1587)
- A nagy Tamerlán, második rész (Tamburlaine, part II) (1587-1588)
- A máltai zsidó (The Jew of Malta) (1589 körül)
- Doctor Faustus (The Tragical History of Doctor Faustus) (1589 vagy 1593)
- II. Edward (Edward II) (1592)
- A párizsi mészárlás (The Massacre at Paris) (1593)

### Költeményei
- Lucanus Pharsaliájának fordítása (keletkezés éve ismeretlen)
- Ovidius Elégiáinak fordítása (1580 körül)
- A szenvedélyes pásztor a szerelméhez (1593 előtt, de mivel darabjaiban gyakorta utal rá, feltételezhetően 1580-as évek közepe lehet a legkorábbi időpont)
- Héró és Leander (1593 körül, befejezetlen; befejezte George Chapman, 1598)

## Magyarul
- Faust; ford. Londesz Elek; Klein, Arad, 1895
- Doktor Faustus. Drámai költemény; ford. Londesz Elek; Lampel, Bp., 1911 (Magyar könyvtár)
- Második Edvárd; ford. Rózsa Dezső; Franklin, Bp., 1914 (Magyar Shakespeare-tár)
- A máltai zsidó; ford. Rózsa Dezső; Franklin Ny., Bp., 1914 (Magyar Shakespeare-tár)
- Doctor Faustus tragikus története; ford. Rózsa Dezső; fordítói, Bp., 1917 (Magyar Shakespeare-tár)
- Doktor Faustus tragikus históriája; ford., utószó, jegyz. András T. László; Magyar Helikon, Bp., 1960 (A híres-neves Faustus doktorról szóló históriák sorozata)
- Doktor Faustus; inː Benn a pokol. Erzsébet-kori tragédiák. Szabó Stein Imre fordításai; Ulpius-ház, Bp., 2010
- Szentségtörők és mártírok. Drámák Kálnoky László fordításában. Jacopone da Todi. Christopher Marlowe. Philip Massinger. Johann Wolfgang Goethe. Friedrich Schiller; Magvető, Bp., 1989
- II. Edward; ford. Forgách András; in: Színház, 1993/dec.
- II. Edwárd; in: Írhatta volna Shakespeare. Angol reneszánszkori színművek Jánosházy György fordításában; Mentor, Marosvásárhely, 2011
- II. Edward; ford., utószó, jegyz. Magyar Pál; AD-Translate, Pécs, 2020, e-könyv (Királydrámák)